# Uniunea Panucraineană „Libertatea”
Uniunea Panucraineană „Libertatea” (ucraineană Всеукраїнське об`єднання «Свобода») este un partid politic de dreapta din Ucraina. Este constituit la 13 octombrie 1991 ca Partidul Social-Național din Ucraina. Primul președinte al partidului a fost Iaroslav Andrușkiv (până în februarie 2004). Partidul a participat activ la Revoluția Portocalie.
La alegerile anticipate în consiliul Regiunii Ternopil partidul „Libertatea” a obținut 154 325 de voturi (34,69%) șі 50 din 120 mandate în consiliu. Pentru prima dată în istoria lui, partidul s-a clasat pe locul I la alegerile în consiliuri regionale.
Din 14 martie până la 24 august 2013 partidul „Libertatea” a fost unul din principalele forțe, care au organizat o serie de proteste „Ridică-te, Ucraina!” împotrivă președintelui Ianukovici și guvernul ucrainean de atunci.
În urma protestelor de la Kiev din iarna lui 2013-2014 partidul „Libertatea” a devenit unul dintre partidele de guvernarea pro-europeană. La alegerile parlamentare anticipate din 2014 partidul nu a obținut suficiente voturi pentru a trece pragul electoral. Numai 6 reprezentanți ai partidului au devenit deputați, aleși în circumscripții uninominale.

## Alegeri parlamentare
| Anul alegerilor | Voturi    | %          | Locuri   | +/–  |
| --------------- | --------- | ---------- | -------- | ---- |
| 1994            | 49 483    | 0.20 (#18) | 0 / 450  |      |
| 1998            | 45 155    | 0.16 (#29) | 1 / 450  | ▲ 1  |
| 2006            | 91 321    | 0.36 (#18) | 0 / 450  | ▼ 1  |
| 2007            | 178 655   | 0.76 (#8)  | 0 / 450  |      |
| 2012            | 2 129 933 | 10.44 (#5) | 38 / 450 | ▲ 38 |
| 2014            | 741 968   | 4.71 (#7)  | 6 / 450  | ▼ 32 |